# Londýnská dohoda (1915)
Londýnská dohoda (též známá jako Londýnský pakt) definovala soubor podmínek vstupu Italského království do první světové války na straně Dohody.

Italské království po první světové válce.

Po vypuknutí první světové války zachovala Itálie neutralitu, přestože byla formálním spojencem dvou bojujících mocností Německa a Rakousko-Uherska. Za možnost vstupu do války Itálie požadovala teritoriální kompenzace na rakouském území, což Vídeň rezolutně odmítala. Ovšem tyto požadavky byla ochotna přislíbit druhá strana, tj. Dohoda, která se vůči Itálii zavázala po konečném vítězství nad centrálními mocnostmi připojit tato území: Jižní Tyrolsko, Tridentsko, Istrii, většinu Dalmácie, získat kontrolu nad Albánií a plnou suverenitu nad souostrovím Dodekanésos, které Itálie okupovala od roku 1912. V případě rozdělení Turecka byla Itálii slíbena jihozápadní část Malé Asie, taktéž měla obdržet díl z německých kolonií v Africe. 
Smlouva mezi mocnostmi Dohody a Itálií byla podepsána v Londýně 26. dubna 1915. Podle ní měla Itálie do jednoho měsíce vstoupit do války. To se také stalo, když 3. května 1915 vypověděla trojspolkovou smlouvu a 23. května 1915 vyhlásila válku Rakousku-Uhersku (Německu až 28. srpna 1916).
Samotné znění londýnské dohody bylo uveřejněno po Říjnové revoluci, poté co Trockij publikoval tajné smlouvy carského Ruska, což diskreditovalo politiku Dohody a především pak rozzuřilo amerického prezidenta Woodrow Wilsona. I přes spojenecké vítězství v první světové válce byly slíbené závazky vůči Itálii nereálné a nemohly být zcela uskutečněny. Tato frustrace byla jedním z důvodů, které dopomohly Benitu Mussolinimu k získání moci.